# كريم حكيموف
كريم حكيموف المعروف بـ (الباشا الأحمر)، أول سفير للإتحاد السوفيتي إلى المملكة العربية السعودية في عشرينات وثلاثينات القرن العشرين إذ انه شارك لكونه سفيرا مفوضا للاتحاد السوفيتي في قيام الدولة السعودية. وكان صديقا حميما للملك عبد العزيز بن ال سعود مؤسس المملكة العربية السعودية.

## نشأته
ولد حكيموف عام 1892 في مقاطعة اوفا البشكيرية في عائلة إسلامية. وتلقى أول تعليم له في المدرسة الإسلامية المعروفة الواقعة في بلدة قرغله بمقاطعة اورينبورغ. ثم انتقل إلى مدينة اوفا حيث التحق بمدرسة «غالية» الإسلامية. واكمل الدراسة في مدينة تومسك بسيبيريا حيث انهى المدرسة الثانوية الكلاسيكية.

## انضمامه إلى الشيوعية
بعد قيام الثورة في روسيا انتقل كريموف إلى معسكر الثوار وكان عامي 1918 – 1919 عضوا في اللجنة الإسلامية الثورية العسكرية بمدينة اورينبورغ بجنوب شرق روسيا. وفي عام 1920 تم ترشيحه للعمل في السلك الدبلوماسي وتعيينه ممثلا مفوضا لجمهورية روسيا الفيدرالية في بخارى. ثم انتخب سكرتيرا للجنة المركزية في حزب بخارى الشيوعي. وكان كريموف أعوام 1921 – 1924 يشغل منصب القنصل المفوض لروسيا والاتحاد السوفيتي في مدينة مشهد الإيرانية.

## سفيرا للإتحاد السوفييتي في الحجاز

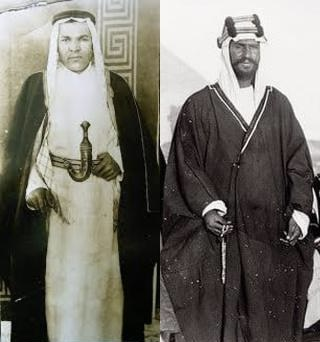
المبعوث السوفيتي في الحجاز كريم حكيموف كانت تربطه علاقة صداقة قوية مع الملك عبدالعزيز آل سعود

أعلن وزير الخارجية السوفيتي غيورغي تشيتشيرين عام 1922 ان الاتحاد السوفيتي اتفق مع ملك الحجاز السابق الشريف حسين بن علي الهاشمي على إقامة العلاقات الدبلوماسية بين البلدين. وقام كريم حكيموف في 9 أغسطس/آب عام 1924 بتسليم اوراق الاعتماد إلى ملك الحجاز الجديد عبدالعزيز بن عبدالرحمن آل سعود لكونه قنصلا عاما ووكيلا دبلوماسيا للاتحاد السوفيتي في المملكة. وقام حكيموف عام 1924 بأداء العمرة مما ساعده في كسب الثقة لدى النخبة السياسية السعودية. وقام حكيموف عام 1927 بتنظيم توريد السكر والطحين من ميناء اوديسا السوفيتي إلى جدة. واطلق اهالي المملكة على المواد الغذائية الواردة من الاتحاد السوفيتي تسمية «الموسكوبي» (أي من موسكو) لجودتها العالية.
في أعوام 1929 – 1932 كان يشغل منصب الممثل المفوض للاتحاد السوفيتي في المملكة اليمنية، ثم عاد إلى موسكو ليدرس في معهد الاساتذة الحمر. وبعد انهاء المعهد عام 1935  عُيَّن ممثلا مفوضا للاتحاد السوفيتي في المملكة العربية السعودية. وقبل ذلك قام حكيموف بالتعاون مع نظير تيوراكولوف سفير الاتحاد السوفيتي في السعودية آنذاك بتنظيم زيارة نائب الملك على الحجاز الأمير آنذاك فيصل بن عبد العزيز آل سعود لموسكو.

## اعدامه
في يوليو/تموز عام 1937 تم اعتقال صديقه نظير تيوراكولوف الذي اعدم فيما بعد في موسكو. وفي 6 سبتمبر/ايلول استدعي حكيموف إلى موسكو حيث اعتقل أيضا، ثم اعدم رميا بالرصاص في 10 يناير/كانون الثاني عام 1938.
يذكر ان الملك عبد العزيز ال سعود اقترح على حكيموف اللجوء السياسي في السعودية بعد تلقيه برقية من موسكو تطالب بعودته الفورية إلى الاتحاد السوفيتي لكن حكيموف رفض هذا الاقتراح. وفي عام 1938 اتخذ ملك السعودية قرارا بعدم استقبال سفير سوفيتي جديد وقطع العلاقات الدبلوماسية مع الاتحاد السوفيتي احتجاجا على إعدام صديقيه كريم حكيموف ونظير تيوراكولوف.
اما ستالين فقام في 13 أبريل/نيسان عام 1938 ردا على ذلك باغلاق البعثة الدبلوماسية السوفيتية في جدة.
الجدير بالذكر ان الملك عبد العزيز وجه عام 1943 مستشاره إلى القاهرة حيث افتتحت سفارة الاتحاد السوفيتي ليتأكد من مصير صديقيه حكيموف ونظير تيوراكولوف. ومستشارالملك هو المستشرق البريطاني جون فيلبي والد كيم فيلبي العميل الاستخباراتي السوفيتي المعروف.